# Cyclos
Cyclos é um software bancário de código aberto para Instituições de Microfinanças, bancos locais (em países em desenvolvimento) e sistemas de moeda complementar como LETS, redes Barter e Time Bank.

- Ferramentas bancárias Online;
- Plataforma E-commerce;
- Diretório de empresas;
- Referências e qualificação de transações;
- Sistema de mensagens e notificações;
- Centro de registo de chamadas e suporte;
- Sistema de informações gerenciais integrado;

Cyclos pode ser acessado tanto da web quanto de celulares (WAP/SMS) ou dispositivos POS (Pontos de venda). Permite também sms e pagamentos em cartão.